# St. Sebastian (Wertach)

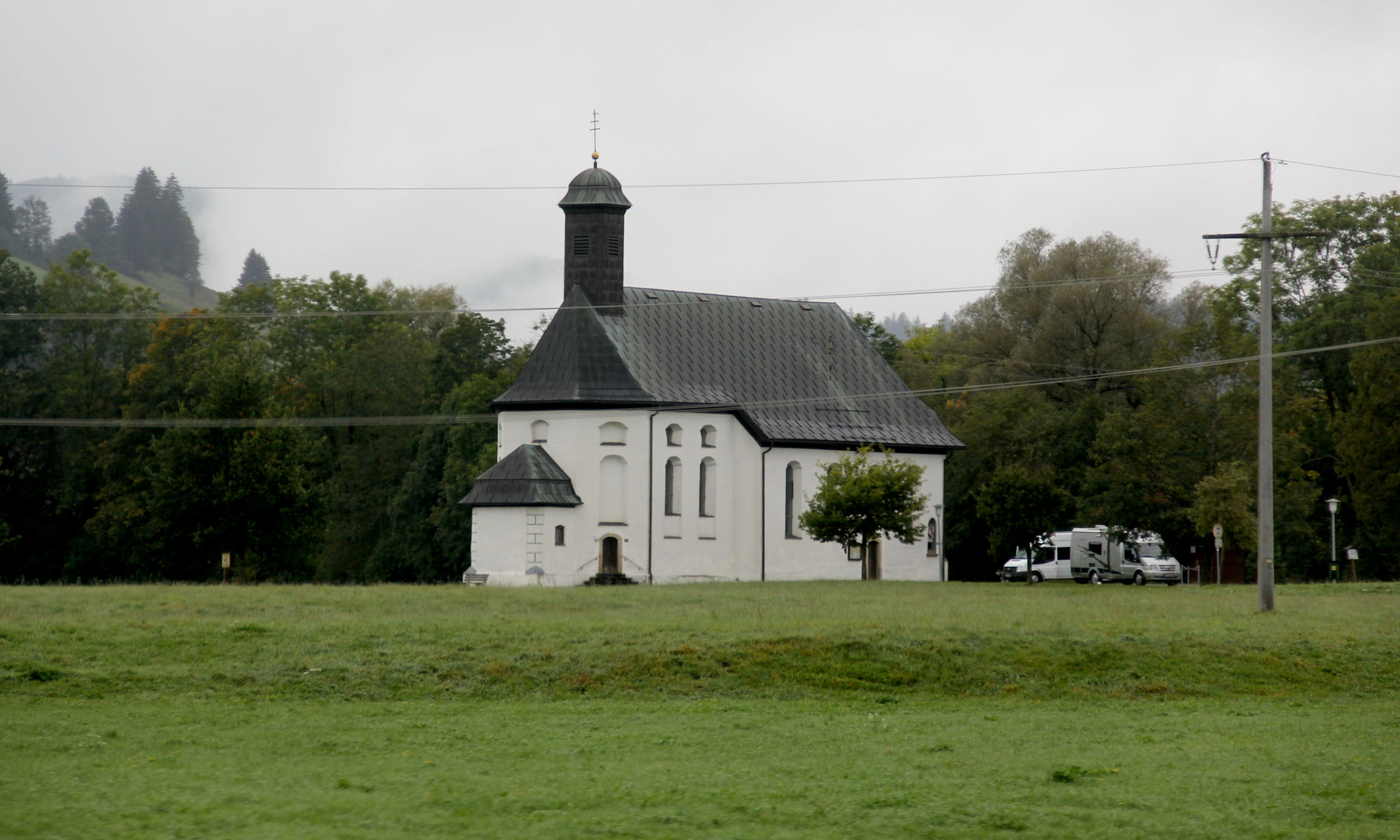
St. Sebastian in Wertach

Die römisch-katholische Kapelle St. Sebastian, auch „Kleine Wies“ genannt, steht in Wertach, einem Markt im schwäbischen Landkreis Oberallgäu in Bayern. Das Bauwerk ist in der Liste der Baudenkmäler in Wertach als Baudenkmal unter der Nr. D-7-80-145-3 eingetragen.

## Beschreibung
Die Saalkirche besteht aus einem 1762/63 errichteten Langhaus und einem eingezogenen, dreiseitig geschlossenen Chor im Osten, von dem die Mauern der 1512 errichteten Pestkapelle erhalten blieben. Die Sakristei wurde an die Stirnwand des Chors angebaut. Aus dem Dach des Chors erhebt sich ein sechseckiger Dachreiter, der den Glockenstuhl beherbergt und der mit einer Glockenhaube bedeckt ist.
Der Innenraum des Langhauses, in dem sich im Westen eine Empore befindet, ist mit einer Flachdecke überspannt, der des Chors wurde der Wieskirche nachgebaut. Ausgehend vom Chorbogen umschließt ein Chorumgang den Hochaltar. Die Deckenmalerei wurde 1763 von Franz Anton Weiß, dem Stammvater der Künstlerfamilie Weiß ausgeführt. Die Altarretabel der Seitenaltäre hat 1825/26 Ludwig Caspar Weiß gestaltet. Die Arbeiten eines Tischlers am Hochaltar von 1763/64 hat Johann Heinrich Roth gemacht. Auf dem Altarretabel ist der heilige Sebastian als Märtyrer dargestellt.